# Villiersana camerounensis
Villiersana camerounensis är en insektsart som beskrevs av Victor Lallemand 1942. Villiersana camerounensis ingår i släktet Villiersana och familjen spottstritar. Inga underarter finns listade i Catalogue of Life.